# José Roberto Hill
José Roberto Hill del Rivero (Ciudad de México, 13 de enero de 1945 – 20 de diciembre de 2005) fue un actor mexicano. Apareció en diversas obras de teatro, telenovelas y películas, y es recordado por los icónicos filmes “Cristo 70” y “Ha entrado una mujer”.

## Comuna hippie
En la cúspide de su carrera luego de Cristo 70, junto a su entonces esposa Margarita Bauche y colegas del movimiento de La Onda como Carlos Baca y Mayita Campos, fundaron la comuna La Nueva Familia en las afueras de la Ciudad de México. La comuna fue reconocida por ser una de las pocas comunas hippies funcionales y autosustentables en México.

## Familia
El matrimonio Hill-Bauche tuvo dos hijas, Maya y María Karunna, fundadoras del grupo de rap mexicano Caló. Hill fue tío político de la actriz Vanessa Bauche.

## Muerte
Hill murió asesinado en su domicilio el 20 de diciembre de 2005, a la edad de 60 años. El o los atacantes no han sido identificados.

## Filmografía

### Cine
- Los novios de mis hijas (1964)
- El día de la boda (1968) ... Rubén Anacleto Valderrama y del Río
- The Big Cube (1969) ... Gary (no aparece en los créditos)
- Cristo 70 (1970) ... Jaime
- Ha entrado una mujer (1970)
- Nora la rebelde (1979) ... Joven en la fila del teléfono público
- Pandilleros (1989, cortometraje)
- Los pasos de Ana (1991)

### Televisión

#### Telenovelas
- San Martín de Porres (1964) ... Francisco
- Amor sublime (1967)
- Cruz de amor (1968) ... Ismael Aguirre
- La madre (1980)
- Pelusita (1980) ... Patricio
- Los Pardaillan (1981) ... Duque de Guisa
- Lo que el cielo no perdona (1982) ... Petronio
- Bianca Vidal (1982) ... Dr. Carlos Palacios
- Sí, mi amor (1984) ... Pablo
- Principessa (1984) ... Danilo
- Guadalupe (1984) ... Gerardo Borbolla
- Rosa salvaje (1988) ... Rogelis
- Simplemente María (1989) ... Esteban
- Al filo de la muerte (1991) ... Salgado
- Por tu amor (1999)

#### Series
- La Telaraña (1989)

Episodio "Diferentes edades"
- Mujer, casos de la vida real (1985-2007)

Episodios: Qué te perdone Dios (1994), Quiero pedir perdón (1995), Amor incomparable (1996), ¿Por qué me dejaste? (1997), Yessica: Cuando falla la justicia (1997), El camino del silencio (2000) y Bajo el manto de la noche (2002)